# Geometalurgia
La Geometalurgia aborda la práctica de combinada de la geología o geostadística  con la metalurgia o, más específicamente, la metalurgia extractiva, para crear un modelo predictivo espacial o geológico para plantas de procesamiento minerales.  Se utiliza en la industria minera de rocas duras, para el manejo y mitigación del riesgo durante diseño de la planta de procesamiento minerales.  En mejor medida se utiliza también para la planificación de producción en depósitos de mena más variable.